# 2M1207b
2M1207b là một vật thể có khối lượng hành tinh quay quanh sao lùn nâu 2M1207, trong chòm sao Bán Nhân Mã, cách Trái đất khoảng 170 năm ánh sáng. Đây là một trong những ngoại hành tinh ứng cử viên đầu tiên được quan sát trực tiếp (bằng hình ảnh hồng ngoại). Nó được phát hiện vào tháng 4 năm 2004 bởi Kính thiên văn Large (VLT) tại Đài thiên văn Paranal ở Chile bởi một nhóm từ Đài thiên văn Nam châu Âu do Gaël Chauvin dẫn đầu. Nó được cho là có khối lượng từ 3 đến 10 lần khối lượng của Sao Mộc và có thể quay quanh 2M1207 ở khoảng cách gần sao lùn nâu như Sao Diêm Vương từ Mặt trời.
Đối tượng là một hành tinh khí khổng lồ rất nóng; nhiệt độ bề mặt ước tính là khoảng 1600 K (1300 °C hoặc 2400 °F), chủ yếu là do sự hấp dẫn của lực hấp dẫn. Khối lượng của nó thấp hơn giới hạn tính toán cho phản ứng tổng hợp deuterium ở các sao lùn nâu, là 13 khối lượng sao Mộc. Khoảng cách dự kiến giữa 2M1207b và ngôi sao chính của nó là khoảng 40 AU (tương tự như khoảng cách trung bình giữa Sao Diêm Vương và Mặt trời). Phổ hồng ngoại của nó cho thấy sự hiện diện của các phân tử nước trong khí quyển của nó. Đối tượng không phải là một ứng cử viên có khả năng hỗ trợ sự sống, trên bề mặt của nó hoặc trên bất kỳ vệ tinh nào.

## Khám phá và nhận dạng

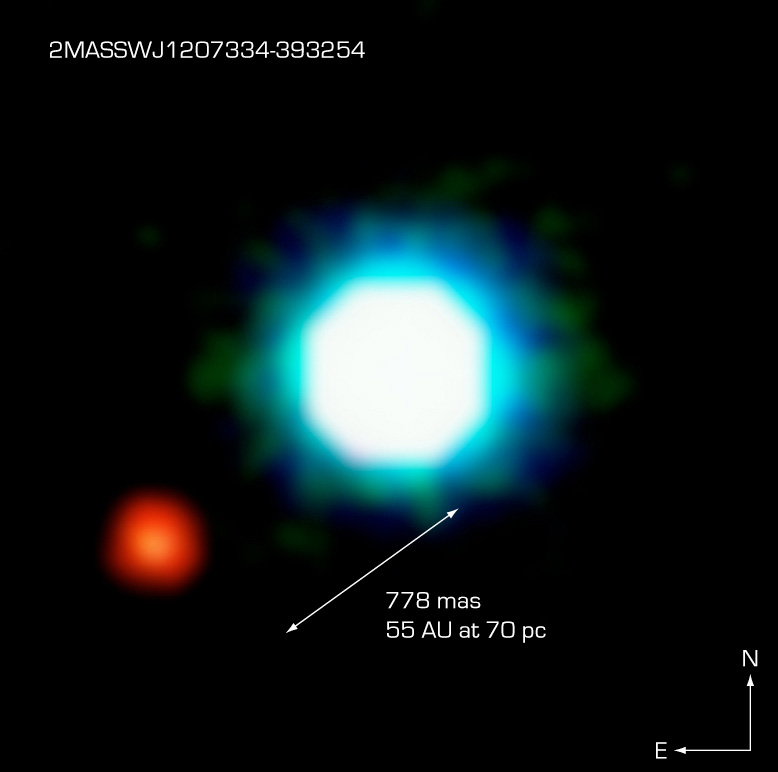
Hình ảnh hồng ngoại của 2M1207 (hơi xanh) và 2M1207b (hơi đỏ). Hai vật thể cách nhau chưa đến một giây trên bầu trời Trái đất. Hình ảnh được chụp bằng VLT Yepun 8.2m của ESO.

2M1207b mờ hơn khoảng 100 lần trên bầu trời so với bạn đồng hành của nó. Nó lần đầu tiên được phát hiện là một "đốm sáng màu đỏ mờ" năm 2004 bởi VLT. Sau lần quan sát ban đầu, có một số câu hỏi là liệu các vật thể có thể chỉ là một đôi quang học hay không, nhưng các quan sát tiếp theo của Kính viễn vọng Không gian Hubble và VLT đã chỉ ra rằng các vật thể di chuyển cùng nhau và do đó có lẽ là một hệ nhị phân.
Ước tính trắc quang ban đầu cho khoảng cách đến 2M1207b là khoảng 70 Parsec. Vào tháng 12 năm 2005, nhà thiên văn học người Mỹ Eric Mamajek đã báo cáo rằng khoảng cách chính xác hơn (53 ± 6 Parsec) đến 2M1207b bằng phương pháp cụm di chuyển. Các kết quả thị sai lượng giác gần đây đã xác nhận khoảng cách cụm di chuyển này, dẫn đến ước tính khoảng cách là +1.04
−1.00  Parsec hoặc 172 ± 3 năm ánh sáng.

## Tính chất
Ước tính khối lượng, kích thước và nhiệt độ 2M1207b vẫn chưa được chắc chắn. Mặc dù bằng chứng quang phổ phù hợp với khối lượng 8 ± 2 khối lượng Sao Mộc và nhiệt độ bề mặt là 1600 ± 100 kelvins, các mô hình lý thuyết cho là một vật thể như vậy dự đoán độ sáng gấp 10 lần so với quan sát. Bởi vì điều này, ước tính thấp hơn cho khối lượng và nhiệt độ đã được đề xuất. Ngoài ra, 2M1207b có thể bị mờ đi bởi một đĩa bụi và khí xung quanh. Như một khả năng không thể xảy ra, Mamajek và Michael Meyer đã gợi ý rằng hành tinh này thực sự nhỏ hơn nhiều, nhưng đang tỏa nhiệt do một vụ va chạm gần đây.
Dù khối lượng 2M1207b ít hơn so với yêu cầu cho phản ứng tổng hợp deuterium xảy ra, nhưng khối lượng của Sao Mộc gấp 13 lần và hình ảnh của 2M1207b đã được ca ngợi là hình ảnh trực tiếp đầu tiên của một ngoại hành tinh. Một số định nghĩa về thuật ngữ hành tinh đòi hỏi một hành tinh phải hình thành giống như các hành tinh trong Hệ Mặt trời đã làm, bằng cách bồi tụ thứ cấp trong một đĩa hình thành hành tinh. Với định nghĩa như vậy, nếu 2M1207b được hình thành do sự sụp đổ lực hấp dẫn trực tiếp của một tinh vân khí, nó sẽ là một sao lùn phụ màu nâu chứ không phải là một hành tinh. Một cuộc tranh luận tương tự tồn tại liên quan đến danh tính của GQ Lupi b, cũng được chụp lần đầu tiên vào năm 2004. Mặt khác, việc phát hiện ra các trường hợp cận biên như Cha 110913-773444, một vật thể có khối lượng hành tinh nổi tự do, đặt ra câu hỏi liệu sự phân biệt bởi sự hình thành có phải là đường phân chia đáng tin cậy giữa các ngôi sao / sao lùn nâu và các hành tinh. Kể từ năm 2006, Nhóm làm việc của Liên minh Thiên văn Quốc tế về các hành tinh ngoài cực đã mô tả 2M1207b là "bạn đồng hành có khối lượng hành tinh lớn với sao lùn nâu".